# Орвар Льофгрен
Орвар Льофгрен (на шведски: Orvar Löfgren) е шведски антрополог.

## Биография
Роден е на 2 октомври 1943 година. През 1978 година защитава докторат по европейска антропология, а от 1991 година е професор в Лундския университет. Работи в области като развитието на националната идентичност в Швеция, ежедневни дейности, като потреблението, забавленията и туризма, и трансграничните активности след изграждането на моста „Йоресунд“.
Почетен доктор на Копенхагенския университет (2008).